# تیم ملی فوتبال تانزانیا
تیم ملی فوتبال تانزانیا نماینده کشور تانزانیا در مسابقات بین‌المللی و آفریقایی است که زیر نظر فدراسیون فوتبال تانزانیا فعالیت می‌کند.
اولین بازی رسمی این تیم در تاریخ ۱۹۴۵ میلادی در برابر تیم ملی فوتبال اوگاندا برگزار شده است.
اوگاندا در حال حاضر کشور ۱۲۱ در رتبه بندی فیفا است.